# パイロット・デクレアド・ゴール
パイロット・デクレアド・ゴール (Pilot Declared Goal; PDG) は、熱気球競技における種目の一つである。

## 概要
パイロット自身が離陸前に一つ以上のターゲットを設定する。ターゲット付近に達した競技者は、マーカーと呼ばれる目印を落とし、どのくらいターゲットの近くに寄る事ができたかを競う。フライオン・タスク (FON) との違いは、離陸前にターゲットを決定しなければならない点にある。フライイン・タスク (FIN) や、ジャッジ・デクレアド・ゴール (JDG) と複合して行われる事が多い。

### 他の競技種目
- ジャッジ・デクレアド・ゴール(JDG)
- フライイン・タスク(FIN)
- フライオン・タスク(FON)
- ヘジテーション・ワルツ(HWZ)
- ヘア・アンド・ハウンド(HNH)
- ミニマム・ディスタンス(MND)
- マキシマム・ディスタンス(MXD)
- ミニマム・ディスタンス・ダブル・ドロップ(MNDD)
- マキシマム・ディスタンス・ダブル・ドロップ(MXDD)
- エルボー・タスク(ELB)
- カリキュレイテッド・レイティング・アクセス・タスク(CRAT)